# Actinodaphne malaccensis
Espèce
Classification phylogénétique
Statut de conservation UICN

 LC  : Préoccupation mineure
Actinodaphne malaccensis est une espèce de plantes à fleurs de la famille des Lauraceae. C'est un arbre trouvé en Asie.

## Description

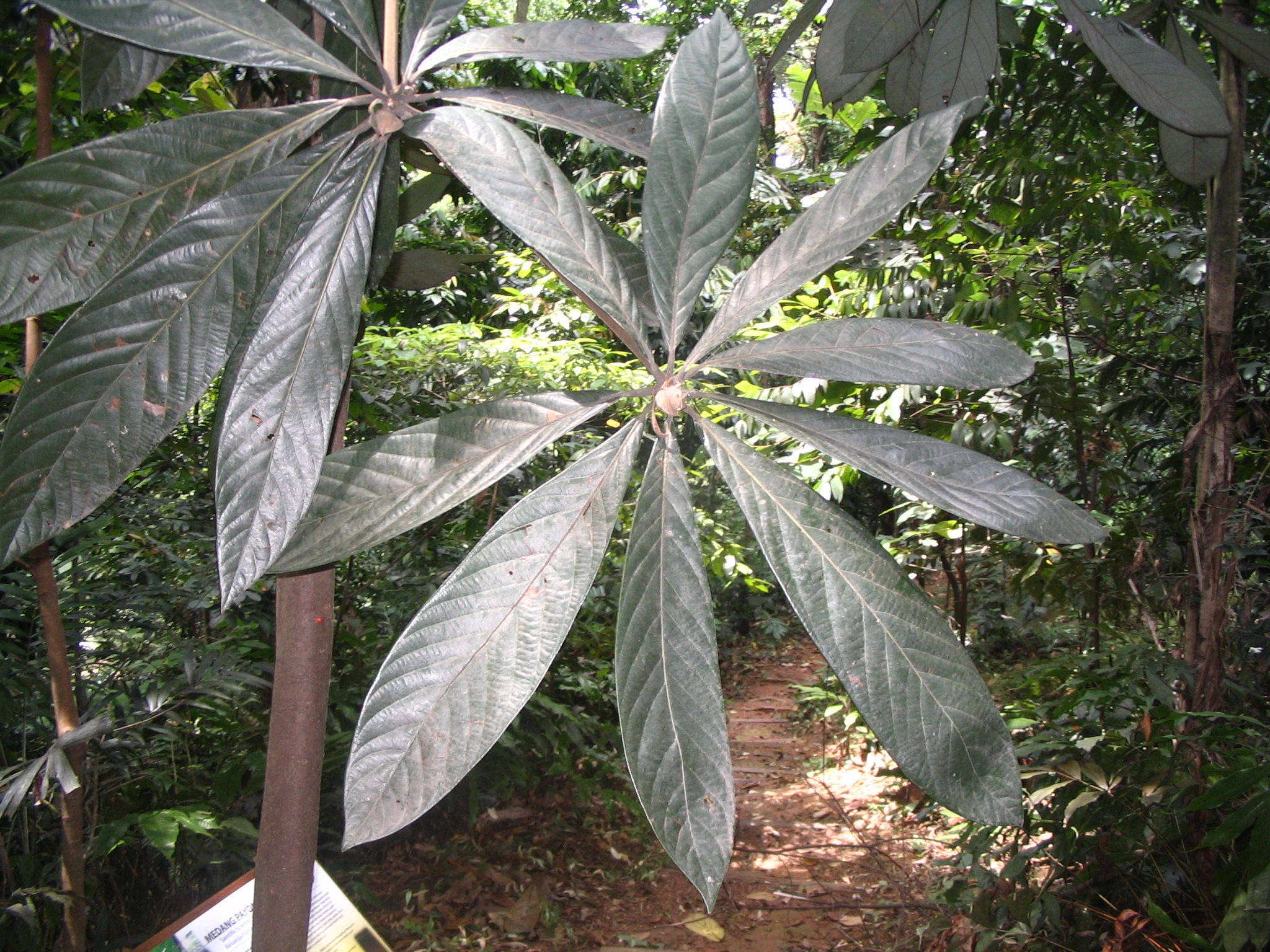
Détail des feuilles dActinodaphne malaccensis, dans la Réserve forestière de Bukit Nanas, en Malaisie.

C'est un arbre.

## Répartition et habitat
On trouve l'espèce dans les forêts primaires de basse altitude de Malaisie et de Singapour.

## Statut de protection
Préservé dans les forêts de Perak et de Malacca.